# ضريح الراشد بالله
ضريح الراشد بالله (بالفارسية: آرامگاه الراشد بالله) هو ضريح تاريخي يعود إلى الدولة السلجوقية، وتقع في أصفهان. هذا المبنى هو قبر منصور الراشد بالله.